# حلقية الردف
الحلقية الردف (الاسم العلمي:†Cyclopyge) هي جنس منقرض من ثلاثيات الفصوص يتبع فصيلة الحلقيات الردف من رتبة الغامضات.